# Miguel Ángel Benítez Pavón
Miguel Ángel Benítez Pavón (nascut el 19 de maig de 1970 a Santísima Trinidad, Paraguai) és un exfutbolista i entrenador de futbol paraguaià.

## Trajectòria
Després de passar per diversos clubs del seu país, com l'Sportivo Villa Elisa i el Club Recoleta, el 1993 passa a la lliga espanyola, fitxat per l'Atlètic de Madrid. Al club matalasser no gaudiria de massa oportunitats, sent cedit a la UD Almeria i al Mèrida.
El 1995 s'incorpora al RCD Espanyol, club on militaria fins a sis temporades, sent un dels símbols blanc-i-blaus de la segona meitat dels 90, i on guanyaria la Copa del Rei del 2000.
El 2001 retorna al seu país per passar dos anys al Club Olimpia, tot ampliant el seu palmarès amb la Libertadores del 2002 i la Recopa Sudamericana de l'any següent. Després d'un pas fugaç per l'Almeria, el 2004 fitxa per l'Universitario de Deportes peruà. La seua darrera etapa com a jugador tindria lloc entre el 2006 i el 2007, passant per l'Sportivo Luqueño, l'Olímpia de nou i el Guaraní.
La seua trajectòria com a entrenador comença el 2008 quan es fa càrrec del Club Silvio Pettirossi, del seu país.

## Selecció
Benítez va jugar en 30 ocasions amb la selecció paraguaiana de futbol, i va marcar fins a 11 gols. Va formar part del combinat del seu país que va acudir al Mundial de 1998 i a la Copa Amèrica 1999.